# Diabla Zatoka

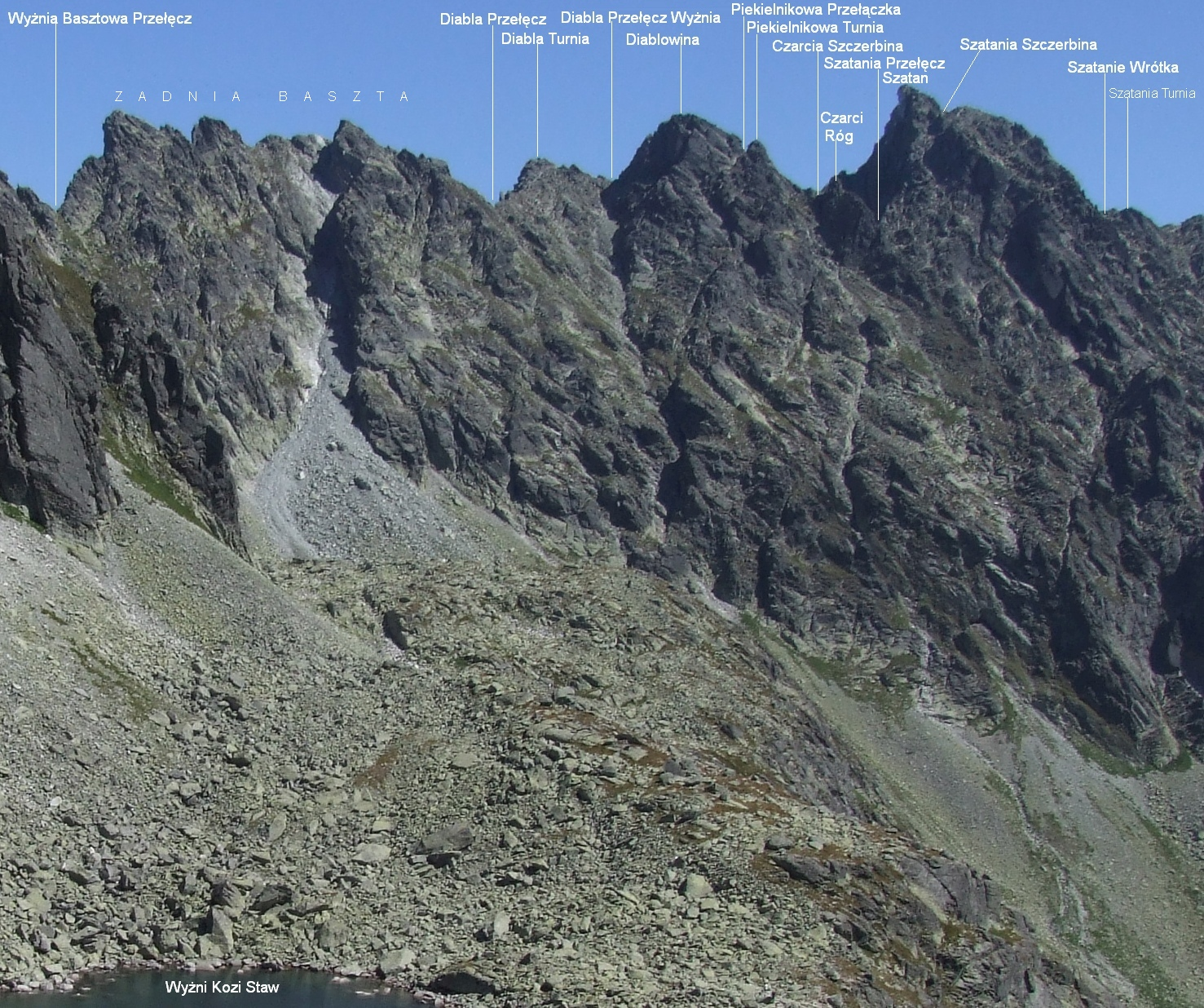
Diabla Zatoka u podnóży Zadniej Baszty i Diablowiny

Diabla Zatoka – płaskowyż w Dolinie Młynickiej w słowackich Tatrach Wysokich. Znajduje się u zachodnich podnóży Grani Baszt, na północny wschód od Niżniego Koziego Stawu. Od wschodu ogranicza go odcinek Grani Baszt od Diablowiny po północny wierzchołek Zadniej Baszty. Z podnóża tego wierzchołka wyrasta piarżysty wał z wzniesieniem Diablej Kopy.
Diabla Zatoka ma wymiary około 200 × 100 m i jest płytowo-trawiasta. Do głównej części Doliny Młynickiej, w kierunku południowo-zachodnim, opada urwistymi ściankami.
Nazwę utworzył Władysław Cywiński w 14 tomie przewodnika wspinaczkowego Grań Hrubego. Nawiązał nazwą do diabelskiego nazewnictwa w Grani Baszt. Związane jest ono z legendami o ukrytych w Szatanim Żlebie cennych kruszcach. Powtarzające się zjawisko spadania pojedynczych kamieni, związane ze znaczną kruchością skał, przypisywane było siłom nieczystym, zrzucającym głazy na poszukiwaczy diabelskich skarbów.